# Vrchnostenské doly hraběte Wilczka
Vrchnostenské doly hraběte Wilczka byly černouhelné doly Franze Josepha hraběte Wilczka (1748 – 1834), které se nacházely v Polské (Slezské) Ostravě.

## Historie
Těžbu kamenného uhlí ve vlastní režii zahájil Franz Jozeph hrabě Wilczek (4. 10. 1748 –  27. 8. 1834) na slezskoostravském panství, které náleželo k rozsáhlému rodovému fideikomisu, které se rozkládalo na Opavsku a Těšínsku. K výraznému rozvoji aktivit v oblasti uhelného podnikání došlo po roce 1802, kdy bylo odděleno od zbývajících hospodářských aktivit velkostatku. Založena byla postupně řada důlních děl, z nichž se mnohé staly základem technicky moderně vybavených a prosperujících podniků. V roce 1834 doly zdědil Stanislav (Stanislas) hrabě Wilczek (24. 11. 1792 – 23. 3. 1847), další dědic od roku 1847 Johann Nepomuk Maria Joseph hrabě Wilczek (7. 12. 1837 – 27. 1. 1922), po jeho smrti převzal doly jeho syn Maria Joseph (Hans) hrabě Wilczek (12. 3. 1861 – 3. 8. 1929), následuje vnuk Johann Nepomuk (Hans) hrabě Wilczek (17. 10.1884 – 7. 10. 1968) do roku 1945, to je do znárodnění.
Vrchnostenské doly hraběte Wilczka (Hraběcí štolové doly hraběte Wilczka) byly zakládány v Polské (Slezské) Ostravě od roku 1787. Počáteční prospektorská činnost byla prováděna především v Adámkově údolí (první nález kol. 9.6.1867- 0,316m mohutný uhelný plást) a v horní části údolí Burňa (v místech pod pozdější jámou Emou), následně se okruh vyhledávání uhelných zásob rozšiřoval i do dalších částí údolí. Byly zde odkryty uhelné sloje Františka, Josefa, skupina tří tzv. Slabých slojí číslo I, II a III, sloj Korunní, které patřily do slojového pásma porubských vrstev. K nejstarším štolám, které vznikly kolem roku 1800, se řadí štoly Josef-stará (1790) Korunní princ a Ke třem slabým slojím. K nejvýznamnějším patří Josefská dědičná štola, která v údolí Burňa byla ražena před rokem 1812 a dosáhla délky 800 m. Těžba uhlí probíhala v období 1787 asi do  roku 1871, doly byly činné asi do roku 1880. Uhelné sloje byly dobývány štolovým způsobem. Štoly byly raženy ve směru uhelných slojí.
Historický rozvoj dobývání uhlí byl nerozlučně spjat s ražením Jaklovecké dědičné štoly, založené 30. května 1829 na pravém břehu řeky Ostravice. Ražbu zahájil Franz Joseph hrabě Wilczek, finančně podporován olomouckým arcibiskupstvím, později Salomonem Mayerem Rothschildem. Štola byla ražena až do roku 1840 a procházela důlními poli těžařů Rothschilda, Wilczka a Zwierziny. A bezmála 50 let sloužila jako hlavní dílo těmto těžařům. Patřila mezi nejdelší štolu a nejdůležitější důlní dílo v OKR. Z celkové délky 3160 m bylo vyraženo v jakloveckém důlním poli 1138 m, v důlním poli hraběte Wilczka 1 754 m. V prvním úseku se nacházely Rothschildovské doly, mělké Jaklovecké doly, důl Jindřich a důl Terezie. V další části se nacházely důl Prokop, důl Žentourový, Trojice, Ema Lucie, Jan Michaeli. Celkem na rozloze 278 ha v roce 1865 se nacházelo asi devět dolů s deseti štolami, které dosahovaly do hloubky až 100 m.

### Údaje o některých Vrchnostenských dolech hraběte Wilczka
| Název                 | Druh jámy     | Založení    | hloubka jámy [m] | délka [m] | těžba            | vytěženo                           | likvidace | dobývací pole [ha] | zdroj |
| --------------------- | ------------- | ----------- | ---------------- | --------- | ---------------- | ---------------------------------- | --------- | ------------------ | ----- |
| Jaklovecká            | dědičná štola | 30. 5. 1829 |                  | 3160      | 1830 asi do 1865 | těžba nebyla vykazována samostatně | 1885      |                    | [ 6 ] |
| Josef (Josefská)      | dědičná       | před 1812   |                  | 800       |                  |                                    | 19. st.   |                    | [ 6 ] |
| Josef stará           | dědičná       | 1790        |                  | 315       |                  |                                    | 19. st.   |                    | [ 6 ] |
| Ke třem slabým slojím | dědičná       | kol. 1800   |                  | 56        |                  |                                    | 19. st.   |                    | [ 6 ] |
| Korunní princ         | víceúčelová   | kol. 1800   | 15               |           |                  |                                    | 1840      |                    | [ 6 ] |
| Korunní princ spodní  | dědičná       | kol. 1800   |                  | asi 100   |                  |                                    | 19. st.   |                    | [ 6 ] |
| Korunní princ vrchní  | dědičná       | kol. 1800   |                  | 16        |                  |                                    | 19. st.   |                    | [ 6 ] |
| Tadeáš                | víceúčelová   | 1800        |                  | ?         |                  |                                    | 19. st.   |                    | [ 6 ] |
| Burňa                 | těžní úpadní  | 1840        |                  | 174       |                  |                                    | 1885      |                    | [ 6 ] |